# Saint-Pierre-sur-Erve
Saint-Pierre-sur-Erve är en kommun i departementet Mayenne i regionen Pays de la Loire i nordvästra Frankrike. Kommunen ligger i kantonen Sainte-Suzanne som tillhör arrondissementet Laval. År 2022 hade Saint-Pierre-sur-Erve 132 invånare.

## Befolkningsutveckling
Antalet invånare i kommunen Saint-Pierre-sur-Erve
| Referens: INSEE |